# Abrilada (Pernambuco)

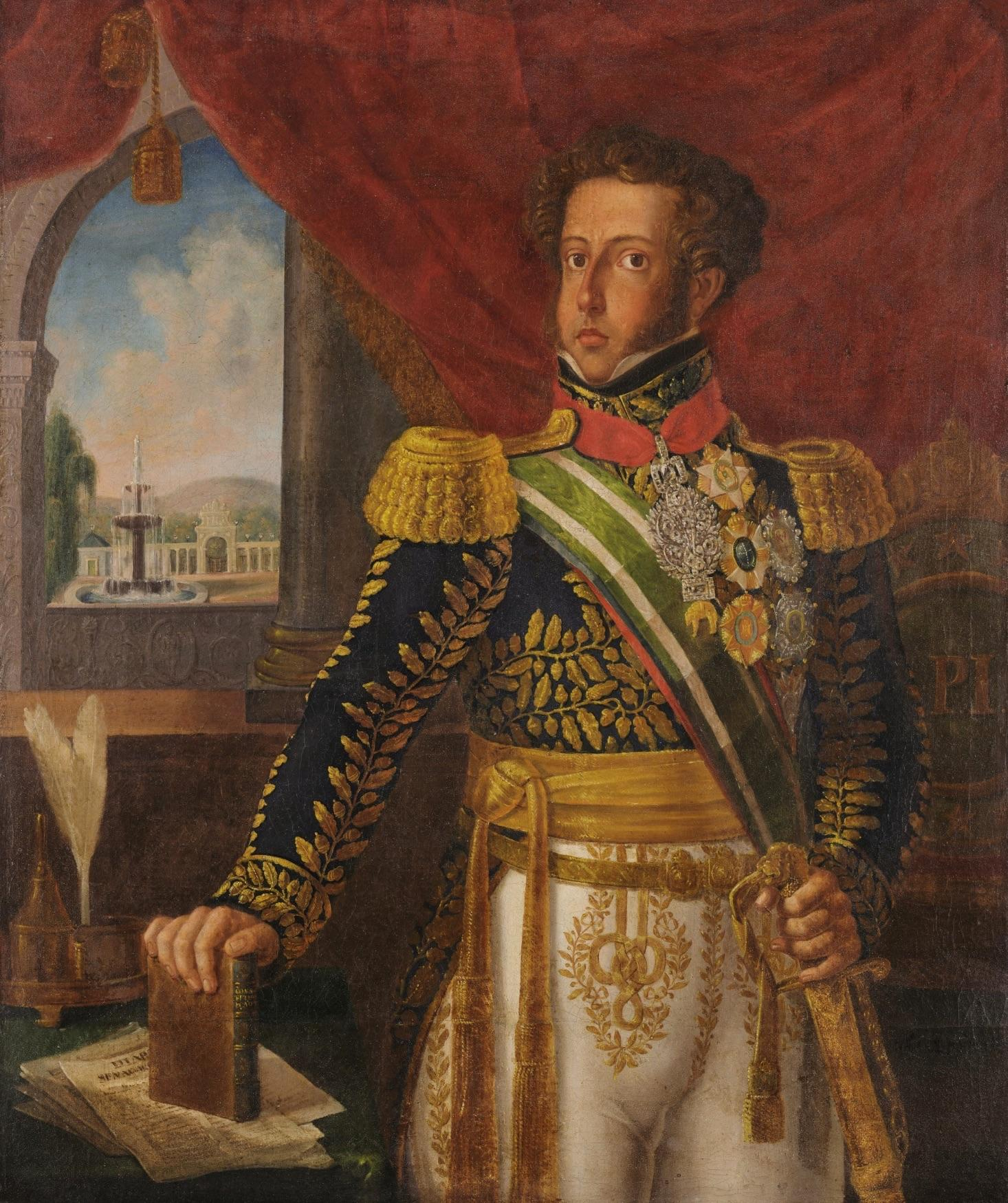
Dom Pedro I

A Abrilada, em História do Brasil foi um episódio ocorrido em 1832, na então Província de Pernambuco, que se insere no Período Regencial, no contexto da série de Motins em Pernambuco que se seguiram após a abdicação de D. Pedro I e o seu retorno para a Europa. O movimento em Pernambuco, de caráter conservador e absolutista, teve como objetivo inicial a recondução de D. Pedro I ao trono do Brasil, por parte do movimento restaurador.

## História
O movimento surgiu entre os grandes comerciantes portugueses do Recife, que controlavam o comércio da cidade e da Província e, desde a independência do país, eram muito hostilizados pela população. Reuniam-se em torno na sociedade secreta “Coluna do Trono e do Altar”. Em 14 de abril de 1832, promoveram o levante de um batalhão militar no Recife, sob a liderança do tenente-coronel Francisco José Martins e o major José Gabriel de Morais Meyer. No dia 15 iniciaram-se os confrontos de rua, que se estenderam por quase uma semana. Após três dias de luta, o presidente da Província de Pernambuco, Manuel de Carvalho Pais de Andrade, com o auxílio dos estudantes da Faculdade de Direito de Olinda, conseguiu isolar os revoltosos em um bairro do Recife e no Forte de São João Batista do Brum. Os principais líderes, entretanto, conseguiram fugir e foram unir-se a seus aliados do interior.
No interior da Província, as agitações deram origem à Guerra dos Cabanos, revolução que incendiou grande parte de Pernambuco e Alagoas de 1832 a 1835. Ali, foram lideradas pelo tenente-coronel Domingos Lourenço Torres de Galindo, Vicente Ferreira de Paula (que liderava um grupo de rebeldes vindos de Alagoas, no contexto da repressão à Cabanada), Caetano Alves e outros.
Entre maio e junho de 1832, registraram-se os levantes de Antônio Timóteo de Andrade, em Panelas de Miranda, no agreste pernambucano, e de João Batista de Araújo, na praia de Barra Grande, hoje povoado do município de Maragogi, em Alagoas. Em 26 de Outubro de 1832, tropas provinciais mataram em combate, no reduto do Feijão, o líder Antônio Timóteo de Andrade, enquanto o Almirante Tamandaré deteve em sua casa, na praia de Barra Grande, o líder João Batista de Araújo. Entre novembro de 1832 e Janeiro de 1834, a liderança do movimento passou para as forças populares, sendo o comandante geral Vicente de Paula líder supremo dos Cabanos, unificando a chefia insurrecional e buscando o apoio dos negros Papa-Méis, que viviam evadidos nas matas. Iniciou os ataques aos engenhos-de-açúcar para libertar os escravos. Por um curto período teve o apoio dos cariri das aldeias de Jacuípe, dos Fulniô de Águas Belas, dos Xucuru de Palmeira dos Índios, dos Garanhuns e dos Escalas. A luta prosseguiu mesmo depois da morte de D. Pedro I, em 24 de setembro de 1834.
As forças legalistas, sob o comando do coronel Joaquim José Luís de Souza, mesmo em número superior a 6 mil homens, não conseguiam dominar a guerrilha pela força. Assim, diante do impasse, o coronel recorreu à mediação do então bispo de Pernambuco, D. João da Purificação Marques Perdigão. Este dirigiu-se então ao interior da Província, para encontrar-se com Vicente de Paula, chefe dos revoltosos, persuadindo-o a fazer a paz, a qual foi assinada em novembro de 1835.